# Parafia św. Antoniego Padewskiego w Kuźnicy
Parafia św. Antoniego Padewskiego w Kuźnicy – parafia rzymskokatolicka położona w Kuźnicy (gmina Jastarnia). Mieści się przy ulicy ks. Szynalewskiego. Wchodzi w skład 
dekanatu Morskiego w archidiecezji gdańskiej.
Od 10 września 2023 proboszczem parafii jest ks. Dariusz Żyźniewski. 